# 181249 Tkachenko
181249 Tkachenko è un asteroide della fascia principale. Scoperto nel 2005, presenta un'orbita caratterizzata da un semiasse maggiore pari a 3,0416093 UA e da un'eccentricità di 0,0953884, inclinata di 10,27750° rispetto all'eclittica.